# بيير بونيه
بيير بونيه (بالفرنسية: Pierre Bonnet)‏ (و. 1897 – 1990 م) هو عالم العنكبوتيات، وأستاذ جامعي، وعالم حيواني، من فرنسا، توفي عن عمر يناهز 93 عاماً.